# Græsted-Gilleleje Kommune
Græsted-Gilleleje Kommune i Frederiksborg Amt blev dannet ved kommunalreformen i 1970. Ved strukturreformen i 2007 indgik den i Gribskov Kommune sammen med Helsinge Kommune.

## Tidligere kommuner
Græsted-Gilleleje Kommune blev dannet ved sammenlægning af 2 sognekommuner:
| Kommune          | Folketal 1. januar 1970 | Byer                                                      |
| ---------------- | ----------------------- | --------------------------------------------------------- |
| Blistrup         | 1.620                   | Blistrup, Smidstrup, Udsholt Strand og en del af Rågeleje |
| Søborg-Gilleleje | 4.305                   | Søborg, Munkerup (bydel i Dronningmølle) og Gilleleje     |
| I alt            | 5.925                   |                                                           |

Hertil kom 2 enkeltsogne:
- Græsted Sogn med byerne Græsted og Strand Esbønderup. Græsted-Mårum sognekommune med 3.865 indbyggere blev delt, og Mårum Sogn kom til Helsinge Kommune.
- Esbønderup Sogn med byerne Dronningmølle, Esbønderup og Esrum. Esbønderup-Nødebo sognekommune med 3.907 indbyggere blev delt. Det meste af Nødebo Sogn kom til Hillerød Kommune, og en mindre del kom til Asminderød-Grønholt Kommune.[2]

## Sogne
Græsted-Gilleleje Kommune bestod af følgende sogne, alle fra Holbo Herred:
- Blistrup Sogn
- Esbønderup Sogn
- Gilleleje Sogn
- Græsted Sogn
- Søborg Sogn
- Villingerød Sogn

## Valgresultater
| 7 | 2 | 2 | 1 | 5 | 2 |

| 16 | 3 |

| 8 | 4 | 2 | 1 | 4 |

| 14 | 5 |

| 6 | 2 | 2 | 1 | 1 | 6 | 1 |

| 14 | 5 |

| 5 | 2 | 1 | 10 | 1 |

| 15 | 4 |

| 5 | 1 | 2 | 11 |

| 12 | 7 |

| 3 | 1 | 2 | 1 | 1 | 11 |

| 12 | 7 |

## Borgmestre[3]
| Periode   | Navn              | Parti             |
| --------- | ----------------- | ----------------- |
| 1970-1977 | Oluf Petersen     | Venstre           |
| 1977-1978 | Henning Holm      | Venstre           |
| 1978-1981 | Børge Skovbjerg   | Venstre           |
| 1982-1989 | Svend-Åge Nielsen | Socialdemokratiet |
| 1990-2006 | Jannich Petersen  | Venstre           |